# Petite Butte des Roches
La Petite Butte des Roches est un ensemble mégalithique situé sur la commune de Saint-Joachim, en Brière, dans le département de la Loire-Atlantique.

## Description
L'ensemble est constitué de deux dolmens qui ne sont visibles qu'en période de basses eaux.

## Protection
Le monument est inscrit au titre des monuments historiques en 1981.